# Thomas Pavel
Thomas Pavel (Bucarest, 4 aprile 1941) è un critico letterario e francesista rumeno, teorico della letteratura.

## Biografia
Dopo essersi laureato all'Università di Bucarest, nel 1971 Thomas Pavel sostiene, sotto la guida di A.J. Greimas, una tesi di dottorato presso l'École des hautes études en sciences sociales sulle tragedie di Pierre Corneille. Insegna in seguito all'Università di Ottawa dal 1973 al 1981, poi all'Università del Québec a Montréal dal 1981 al 1986. Tra il 1990 e il 1998 insegna letteratura comparata all'Università di Princeton. Dal 1998 insegna all'Università di Chicago. Tra il 2005 e il 2006 ha tenuto un corso presso il Collège de France intitolato « Comment écouter la littérature » (Come ascoltare la letteratura).
Ha criticato le pretese di alcuni strutturalisti, in particolare Roman Jakobson o Roland Barthes, di spiegare la letteratura unicamente attraverso la linguistica (Le Mirage linguistique e De Barthes à Balzac tornando su S/Z). Ma Pavel è conosciuto soprattutto per il suo ricorso alla teoria filosofica dei mondi possibili allo scopo di studiare gli universi della finzione. Ha così contribuito alla riflessione sui rapporti tra universi fittizi e universi di riferimento, sull'ontologia dei personaggi e il valore della verità nella finzione.

## Opere

### Critica letteraria e saggi
- Fragmente despre cuvinte, saggio, Bucarest: Editura pentru literatura, 1968.
- Inflexions de voix, saggio, Montréal: Presses de l'Université de Montréal, 1976.
- La Syntaxe narrative des tragédies de Corneille. Recherches et propositions, Parigi: Klincksieck & Ottawa: Éditions de l'Université d'Ottawa, 1976.
- The Poetics of Plot: The Case of English Renaissance Drama, Minneapolis: University of Minnesota Press, 1985.
- Le Mirage linguistique. Essai sur la modernisation intellectuelle, Paris: Minuit, 1988.
- Fictional Worlds, Cambridge, MA: Harvard University Press, 1986; trad. fr. Univers de la fiction, Paris: Seuil, 1988; trad. it di Andrea Carosso, Mondi di invenzione. Realtà e immaginario narrativo, Torino: Einaudi, 1992.
- L'Art de l'éloignement. Essai sur l'imagination classique, Paris: Gallimard, 1996.
- con Claude Bremond, De Barthes à Balzac. Fictions d'un critique et critiques d'une fiction, Paris: Albin Michel, 1998.
- La Pensée du roman, Paris: Gallimard, 2003; nuova ed. 2014.
- Comment écouter la littérature?, lezione inaugurale, Paris: Fayard, 2006.
- con Julia Chamard-Bergeron e Philippe Desan, Les Liens humains dans la littérature. XVIe-XVIIe siècles, Paris: Garnier, 2012.

### Narrativa
- Le Miroir persan. Cinq contes philosophiques, Paris: Denoël & Montréal: Quinze, 1978.
- La sixième branche, Paris: Fayard, 2003

## Riconoscimenti
- Chevalier des Arts et des Lettres (Francia), 2004
- Fellow of the American Academy of Arts and Sciences (Stati Uniti), 1999.
- The René Wellek Prize for the Best Book in Literary Theory published in 1989-90, awarded by the American Comparative Literature Association, 1992.
- Chevalier de l'Ordre des Palmes Académiques (Francia), 1990.
- The Jubiliary Medal of Her Majesty the Queen Elizabeth the Second (Canada), 1977.